# 二重星団
二重星団（にじゅうせいだん、Double Cluster ）はペルセウス座にある散開星団である。カシオペヤ座との境界の近く、天の川のほぼ中央に位置している。2つの散開星団が近接しているためこの名で呼ばれる。

## 概要
1603年ヨハン・バイエルにより西側の星団にh (h Persei)、東側の星団にはχ (χ Persei) のバイエル符号が振られたため、h+χ（エイチカイ）と呼ばれることがある。NGCカタログ/Melカタログでのカタログ番号は、西側の星団が NGC 869/ Mel 13、東側の星団が NGC 884/ Mel 14である。
なお、ペルセウス座にはペルセウス座χ星 (χ Persei) という6等級の恒星もあるが、天球上ではχ星団に近いものの距離はずっと近い無関係な恒星であり、混乱を避けるためペルセウス座7番星 (7 Persei) と呼ばれる。
この2つの散開星団は、ペルセウス座OBアソシエーションの中核を成していると考えられ、誕生してから約1400万年が経過しているとされる。二重星団に属する恒星のうち特に質量が大きい星は急速に進化して赤色超巨星となっている。半規則型変光星のペルセウス座S星・ペルセウス座T星・ペルセウス座RS星・ペルセウス座SU星・ペルセウス座AD星は二重星団に属する赤色超巨星である。

## 歴史
肉眼でも存在が確認できるため、すでに紀元前からヒッパルコスにより「恒星ではない、かすかな光のかたまり」として記録されていた。
過去、hとχの符号がどの天体に付けられたのかについて混乱が見られた。1840年代以降はNGC884がχ、NGC869がhと看做されているが、元々ティコ・ブラーエは2つの星団を1つのものと考えており、そのティコ・ブラーエの星表を元にバイエル符号を付けたバイエルが h Perseiとしたのは別の星であると考えられている。
この天体が2つの星団であると明確に認識したのは望遠鏡によって観測したガリレオ・ガリレイまたはウィリアム・ハーシェルであるとされる。
目立つ天体ではあるが、シャルル・メシエはメシエ番号を与えていない。